# Jahel
Jahel (hebrejsky יַהֵל, v oficiálním přepisu do angličtiny Yahel) je vesnice typu kibuc v Izraeli, v Jižním distriktu, v Oblastní radě Chevel Ejlot.

## Geografie
Leží v nadmořské výšce 198 metrů v údolí vádí al-Araba, cca 100 kilometrů od jižního břehu Mrtvého moře. Západně od obce se prudce zvedá aridní oblast pouště Negev.
Obec se nachází 162 kilometrů od břehu Středozemního moře, cca 222 kilometrů jihovýchodně od centra Tel Avivu, cca 188 kilometrů jižně od historického jádra Jeruzalému a 60 kilometrů severoseverovýchodně od města Ejlat. Jahel obývají Židé, přičemž osídlení v tomto regionu je etnicky převážně židovské. Obec je jen 2 kilometry vzdálena od mezinárodní hranice mezi Izraelem a Jordánskem.
Jahel je na dopravní síť napojen pomocí dálnice číslo 90.

## Dějiny
Jahel byl založen v roce 1976. Jméno kibucu je odvozeno od biblického citátu z Knihy Izajáš 13,20: „Už nikdy nebude osídlen, nebude obydlen po všechna pokolení. Žádný Arab si tam nepostaví stan, pastýři tam nenechají odpočívat stáda“ Uváděna bývá též inspirace citátem z Knihy Jób 31,26: „jestliže jsem viděl světlo sluneční, jak září, a měsíc, jak skvostně pluje po obloze“
Podle jiného zdroje došlo ke zřízení osady roku 1977. Jejími zakladateli byly dvě skupiny polovojenských oddílů Nachal. Šlo Židy z Izraele i zahraničí napojené na reformní judaismus. Tato větev judaismu založila v Izraeli ještě osady Lotan a Chaluc.
V obci funguje synagoga, zdravotní středisko, společná jídelna, společenské centrum, knihovna, sportovní areály a plavecký bazén. Místní ekonomika je založena na zemědělství (palmové háje, pěstování zeleniny a ovoce, produkce mléka, chov ovcí), rozvíjí se turistický ruch. Vesnice plánuje stavební expanzi.

## Demografie
Obyvatelstvo kibucu je smíšené, tedy nábožensky založené i sekulární. Podle údajů z roku 2014 tvořili naprostou většinu obyvatel v Jahel Židé (včetně statistické kategorie "ostatní", která zahrnuje nearabské obyvatele židovského původu ale bez formální příslušnosti k židovskému náboženství).
Jde o menší obec vesnického typu s dlouhodobě klesající populací. K 31. prosinci 2014 zde žilo 111 lidí. Během roku 2014 populace klesla o 5,5 %.
| Rok            | 1983 | 1995 | 2001 | 2003 | 2004 | 2005 | 2006 | 2007 | 2008 | 2009 | 2010 | 2011 | 2012 | 2013 | 2014 |
| -------------- | ---- | ---- | ---- | ---- | ---- | ---- | ---- | ---- | ---- | ---- | ---- | ---- | ---- | ---- | ---- |
| Počet obyvatel | 84   | 159  | 188  | 187  | 196  | 212  | 239  | 238  | 240  | 203  | 224  | 225  | 209  | 181  | 171  |